# Vengeance (Marvel)
Vengeance is de naam van een voormalige superschurk, nu superheld, uit de strips van Marvel Comics. Qua uiterlijk en krachten lijkt hij sterk op het personage Ghost Rider.

## Biografie
Toen het hellevuur van de demon Zarathos (wat ook de krachtbron vormde voor de originele Ghost Rider) een politieagent genaamd Badilino raakte, draaide hij door en vermoordde zijn vrouw, dochter en zichzelf. Alleen zijn zoon, Michale, overleefde. Hij erfde na de dood van zijn familie beide delen van het “medaillon van kracht” (Medaillion of Power), wat al eeuwen in zijn familie was.
Jaren later ging Michael bij een speciaal gevechtsteam in het leger, maar vertrok uiteindelijk naar New York. Hier ging hij bij de politie en werd al snel gepromoveerd tot Luitenant. Toen Daniel Ketch de tweede Ghost Rider werd, dacht Michael dat dit hetzelfde monster was dat zijn familie had gedood. Hij richtte een team op met als enige taak de Ghost Rider te verslaan, maar faalde telkens. Gefrustreed richtte hij zicht tot Mephisto, en ruilde zijn ziel voor de kracht om Ghost Rider te verslaan. Mephisto activeerde de kracht van het medaillon, en veranderde Michael in Vengeance, een bovennatuurlijke motorrijder gelijk aan Ghost Rider.
In zijn bovenmenselijke vorm probeerde Michael Ghost Rider te doden in de veronderstelling dat de Ghost Rider Zarathos was. Maar toen hij zijn vergissing ontdekte bekeerde hij zich. Michael nam zelfs Ghost Riders identiteit tijdelijk over toen de echte Ghost Rider leek om te komen in gevecht met Zarathos.
Toen de echte Ghost Rider terugkeerde vertrok Michael naar New York en ging daar bij een speciaal team van de overheid. Een van hun eerste missies was het bevrijden van gijzelaars en het stoppen van terroristen. Toen Michael de gijzelaars vond, bleken deze al te zijn gedood. Woedend veranderde Michael weer in Vengeance en maakte het zijn missie om iedereen die ook maar de kleinste zonde had begaan te doden. Dit trok de aandacht van zowel Daniel Ketch als Johnny Blaze, die Vengeance zijn fout in deden zien. Michael besefte dat zijn alter ego, Vengeance, onbeheersbaar was geworden. Daarom doodde hij zichzelf, samen met de superschurk Hellgate.
Na zijn dood belandde Michael in de hel. Hij verscheen nog eenmaal in de laatste delen van de stripserie “Ghost Rider Vol. 2”. Aan het eind vroeg Noble Kale of Vengeance hem kon helpen de orde te handhaven in de hel. Vengeance huidige status is niet bekend.

## Krachten
Vengeance beschikt over een aantal bovennatuurlijke krachten, gelijk aan de Zarathos-versie van Ghost Rider. Zo heeft hij een bovennatuurlijke motorfiets, bovenmenselijke kracht, en kan zowel normaal als magisch vuur afschieten. Tevens beschikt hij over de “Penance Stare” techniek van de Daniel Ketch Ghost Rider, waarmee hij een slachtoffer de pijn kan laten voelen die hij anderen heeft aangedaan. Qua uiterlijk leek hij ook sterk op de Ghost Rider, behalve dat zijn schedel diep paars was en hij verschillende scherpe uitsteeksels op zijn skelet had die hij als wapens kon gebruiken.
Vengeance’s krachten komen van zijn deel van het Medaillon van Kracht, dat al sinds zijn geboorte aan hem verbonden is.

## In andere media
- Vengeance verscheen als een alternatief kostuum voor Ghost Rider in het computerspel Marvel: Ultimate Alliance.

- Vengeance zal meedoen als een van de eindbazen zijn in het Ghost Rider videospel gebaseerd op de Ghost Rider film. Vengeance zal echter niet in de film zelf voorkomen.